# Rafael Jensen (bjergbestiger)
Rafael Jensen (Anders Rafael Jensen), (f. 7. maj 1963), dansk bjergbestiger, født i Odder.
Jensen boede i sine yngre år i Skotland, hvor han begyndte sin klatrekarriere. Han flyttede til Sverige i begyndelsen af 1980'erne.
I 1990 besteg han sammen med den svenske bjergbestiger Göran Kropp, det 7.273 meter høje Muztagh Tower, et af de sværere 7.000 meter bjerge i Himalaya, Pakistan.
I 1993 deltog Jensen i en svensk K2-ekspedition og 30. juli 1993 besteg Jensen som den første dansker K2 via Abruzzi Spur, sammen med den svenske bjergbestiger Daniel Bidner, som på nedstigningen blev angrebet af højdesyge og omkom.
Jensen blev på et tidspunkt udsat for en invaliderende ulykke, hvor han på motorcykel påkørte en elg. Han er stadig aktiv i Svenska Klätterforbundet. Jensen klatrer stadig, 2008, men ikke på samme niveau som tidligere.

## Ekstern henvisning og kilde
- Dansk Bjergklub, debat (Webside ikke længere tilgængelig)